# Marc Police
 (août 2022).
Pour les articles homonymes, voir Police.
Marc Police, né le 3 novembre 1959 à l'Haÿ-Les-Roses et mort le 21 décembre 1991 à Paris 16e, est un guitariste et un auteur-compositeur-interprète français. Il a été le guitariste des Wampas de 1985 à sa mort.

## Biographie

### Adolescence chez les Teddy Boys
Marc Police grandit dans un petit pavillon de banlieue, à Athis-Mons, au sein d’une famille ouvrière. Son père est ajusteur, sa mère est femme au foyer, et il a deux frères : Patrick et Michel. Marc est un garçon plutôt timide. 
Il découvre le rock 'n' roll en écoutant les disques rapportés à la maison par son frère Patrick, qui a 4 ans de plus que lui. Il écoute Gene Vincent, Eddie Cochran, Johnny Burnette, Charlie Feathers, et surtout Chuck Berry, dont il adhère au Fan-Club à l’âge de 12 ans.
Orienté en CET, il suit une formation d’électromécanicien, mais abandonne finalement sa scolarité en fin de 3e, sans diplôme. Il préfère trainer dans la rue et vivre comme un loubard. Avec son frère Patrick, il fait d’ailleurs partie d’une bande de Teddy Boys du quartier de la Bastille à Paris, et, comme il est le plus jeune, il devient la mascotte du chef de bande. Ensemble, ils ne ratent aucun des rares concerts de rock 'n' roll proposés à l’époque : les Wild Angels (un groupe de Teds anglais), Crazy Cavan, Burt Blanca, Mark Robson et le Poing…

### Guitariste autodidacte
« Un jour mon frère est rentré à la maison avec une guitare, il s’était mis en tête qu’on s’y mettrait ensemble, mais lui n’a pas poussé loin ». La guitare est une Eko, et Marc apprend à y jouer tout seul mais en s’y consacrant totalement. Il s’inspire du jeu du guitariste Dick Dale, dont il apprécie le côté brutal et l’ajout de réverbération. «C’est pas un technicien, ce n’est pas son propos, ça c’était bon pour Hendrix que je n’ai jamais aimé. ». Guitariste doué, il décide de s’acheter une Fender Stratocaster « pour faire comme Dick Dale » et se passionne pour la musique Surf et notamment les Beach Boys, en vouant un véritable culte à Brian Wilson.« On trouvait que dans les sixties, il n’y avait plus que les instrumentaux pour avoir su garder l’esprit du rock 'n' roll du début, la hargne, la sauvagerie, le déjanté » raconte-t-il ainsi au fanzine Nineteen. Marc Police joue pendant quatre années avec cette Stratocaster qu’il branche sur un ampli Fender Deluxe, avec une « réverb » dessus. 

### Premier groupe
Vers 1978, Marc commence à répéter dans un groupe monté par le batteur Jimi Todesco, avec un pianiste, un bassiste, un saxophoniste et un chanteur noir new-yorkais. « On répétait à Campagne Première comme Vince Taylor » précise le guitariste, mais le groupe en restera au stade des répétitions… Qu’importe, la même année, à l’âge de 19 ans, il monte seul sur scène en première partie de Jerry Dixie au cours d’un festival de Rockabilly organisé à Vierzon. Il est repéré par les musiciens de Jezebel Rock, qui sont alors à la recherche d’un guitariste.

### Période Jezebel Rock
En 1979, Marc Police répond favorablement à l’invitation, et intègre sur-le-champ la formation. Il participe à l’enregistrement de l’album Rockabilly Stress pour lequel il signe d’ailleurs plusieurs compositions. 
Pendant quatre années, Marc tourne dans toute la France avec Jezebel Rock. Outre les compositions originales du groupe, il joue des reprises de Dick Dale, Link Wray, ou Bobby Fuller. Il accompagne aussi de façon occasionnelle Vince Taylor. Mais la lassitude commence à poindre, surtout que les tournées ne nourrissent pas son homme : « y en a marre de vouloir rester pur et de ne pas gagner de fric ». La scène Rockabilly, qui a toujours été marginale en France, commence à s’essouffler et Marc a envie de passer à autre chose : « Comme tous les publics trop ciblés, ils se limitent et te limitent. »

### Découverte duPunk rock
En 1983, Marc Police finit par quitter Jezebel Rock, et souhaite repartir de zéro mais en restant fidèle au rock 'n' roll car « ce n’est pas que de la musique, c’est une manière d’être et d’agir » 
Marc commence à s’intéresser au punk rock, un style musical qu’il considérait comme une mode et qu’il plaçait en dehors du monde du rock 'n' roll. Il est surtout attiré par les Ramones, car le groupe new-yorkais sonne comme une production de Phil Spector, dont il apprécie la façon dont il aborde le son : retour au mono et utilisation de la stéréo uniquement pour mettre du relief. « C’est ça que j’aime : une grosse masse en bloc ou on ne distingue rien ! ». Et de citer comme référence le premier 45 tours des Coronados.

### The Pasadenas
En septembre 1984, Marc décide de monter son propre groupe dans un but bien précis : « je voulais faire du bruit, un truc brut, direct, comme les Cramps au début je ne voulais pas de gens qui jouent leurs instruments normalement ». Il choisit pour cela de recruter des amis qui ne sont pas tous des musiciens aguerris. Marc y est chanteur et guitariste, tandis que son ami d’enfance Marc Delamotte tient le saxophone. À la basse, on trouve Stéphane « Rackam » Arlaud (futur bassiste de Blutt), et à la batterie Bercko (premier batteur des Coronados).
Le groupe est baptisé The Pasadenas, en référence à une chanson du groupe de Surf Jan & Dean 
En dehors de la musique, Marc travaille alors comme livreur de bière pour le distributeur Tafanel. Il travaillera par la suite chez Nicolas, toujours comme livreur.

### Wampas…
En 1984, Rascal, président du fan-club des Meteors et fondateur de la petite maison de disque Crewpy Crawly, demande à Marc de produire le premier 45 tours des Wampas. Au cours de l’enregistrement, Didier Wampas remarque les talents de guitariste de Marc, tandis qu’Alain Wampas, contrebassiste du groupe, partage son goût pour la Surf music.
Didier Wampas l’appelle donc peu après pour lui proposer de remplacer à la guitare Philippe Wampas, dont le jeu est plus limité. Marc Police accepte de rejoindre le groupe et imprime tout de suite sa marque personnelle. Il joue sur une Fender de 1965 avec un ampli Fender Dual Showman des années 1970, un Fender Twin Reverb de 1980 et une boite de réverb' Fender de 1961. Il joue sans pédale et utilise seulement la réverb', les effets sonores étant effectués manuellement : « J’utilise le vibrato de l’ampli et si je veux de la saturation, je fais saturer l’ampli.»
Marc enchaîne les concerts avec les Wampas et participe activement à l’enregistrement du premier album Tutti Frutti. 

### Fidèle aux Pasadenas
Le guitariste tient à poursuivre parallèlement l’aventure avec son groupe d’amis. En 1985, il autoproduit le premier 45 tours des Pasadenas, In the Past Few Days, puis l’année suivante un mini-album 5 titres. Enfin, cinq ans plus tard, c’est le label parisien New Rose Records qui sort leur premier album sobrement intitulé Les Pasadenas. Cependant, c’est bien avec les Wampas que Marc Police va laisser éclater son talent. La technique de Marc et l’arrivée du bassiste Ben Sam en 1987, en remplacement d’Alain Wampas, marque un renouveau pour le groupe qui s'ouvre musicalement à une scène plus large que la seule scène psychobilly. La sortie entre 1988 et 1990 de deux albums majeurs sera le point de départ d’une riche carrière musicale à succès pour les Wampas.

### Fin de vie
Marc Police se sent bien dans le groupe et se lie rapidement d’amitié avec Didier Wampas et Ben Sam. Pourtant, il commence à souffrir d’épisodes dépressifs, supportant mal sa vie précaire de musicien. Sa dépression va en s’aggravant et finit par remettre en question sa participation au sein du groupe car il s’y trouve étrangement trop vieux. Selon certains témoins, l’abus de consommation de drogue (notamment du LSD) entraîne chez lui de sérieux troubles mentaux. Comme remède, Didier Wampas lui propose alors de se tourner vers l’Église de la Science chrétienne qui prône le recours exclusif à la prière pour obtenir la guérison. 

### Suicide
En décembre 1991, au sortir d’une répétition, Marc Police passe à la Fnac où il achète plusieurs CD. Il se rend ensuite au bois de Boulogne, où il va mettre en scène sa propre mort : il dispose d’abord en cercle les disques qu’il vient d’acheter. Il se place ensuite au milieu du cercle et se tire une cartouche de chevrotine dans la tête à l’aide d’un fusil de chasse à canon scié qu’il a volé à un ami. 

## Discographie
- Jezebel rock : Rockabilly Stress, Big Beat Records, 1982
- The Pasadenas : In The Past Few Days, MC2 Records, 1985
- The Pasadenas : Vol. 2, MC2 Records, 1986
- Les Wampas : Tutti Frutti, Tutti Frutti Records, 1986
- Les Wampas : Chauds, sales et humides, New Rose Records, 1988
- Les Wampas : ...Vous aiment, Eurobonds Records, 1990
- Les Pasadenas : Les Pasadenas, New Rose Records, 1991
- Marc Police: The Last Date, Le Silence de la Rue, 1993

## Divers
- La mort tragique de Marc Police est évoquée par le romancier Yannick Bourg dans son livre Les Potes de la perception dans la collection Le Poulpe.
- En hommage à son frère décédé, Patrick Police a fait éditer en 1992 un 45 tours 4 titres intitulé To The Future Few Days, Marc Police, 1959-1991.